# Charles Bent
Pour les articles homonymes, voir Bent.
Charles Bent (11 novembre 1799 - 19 janvier 1847) a été le premier gouverneur du territoire du Nouveau-Mexique, récemment acquis. Il a été nommé par Stephen Watts Kearny en septembre 1846. Il a été assassiné le 19 janvier 1847 pendant la révolte de Taos.
Bent naît en 1799 à Charleston en Virginie (actuelle Virginie-Occidentale), et est éduqué à l'Académie militaire de West Point. Après avoir quitté l'armée, lui et son jeune frère William conduisent en 1828 un convoi de chariots de marchandises de Saint-Louis dans le Missouri à Santa Fe au Nouveau-Mexique. Ils y établissent des contacts commerciaux et une suite de voyages aller et retour le long  de la piste de Santa Fe aboutit, en 1832, à un partenariat avec Ceran St. Vrain, un commerçant en fourrure local, au sein de la Bent & St. Vrain Company.